# Peter Müller
Peter Aloysius Müller (født 25. september 1955 i Illingen) er en tysk politiker, der fra 1999 til 2011 var ministerpræsident i Saarland, valgt for CDU. Fra 1. november 2008 til 1. november 2009 var han desuden formand for Bundesrat.
Müller tog juridisk embedseksamen i 1983 og 1986 efter studier i Bonn og Saarbrücken. Han arbejdede frem til 1994 som dommer ved retten i Saarbrücken og sideløbende som professor ved Universität des Saarlandes. 
Han blev medlem af delstatsparlamentet i Saarland i 1990; fra 1994 til 1999 var han leder af CDU's gruppe og dermed leder af oppositionen. Han blev valgt til Forbundsdagen i 2005, men valgte kort efter at udtræde. Kanslerkandidat Angela Merkel udpegede i 2005 Müller til at blive medlem af hendes panel af økonomiske eksperter.
I august 2011 trak Müller sig tilbage som ministerpræsident. Siden december 2011 har han været dommer ved Bundesverfassungsgericht.